# Paroster newhavenensis
Paroster newhavenensis är en skalbaggsart som först beskrevs av Watts och William F. Humphreys 2003.  Paroster newhavenensis ingår i släktet Paroster och familjen dykare. Inga underarter finns listade i Catalogue of Life.